# NGC 2484
NGC 2484 è una lontana e molto vasta galassia lenticolare situata nella costellazione della Lince, a una distanza di circa 597 milioni di anni luce dalla nostra Via Lattea.

## Scoperta
La galassia è stata scoperta il 21 gennaio 1885 dall'astronomo francese Édouard Stephan.

## Descrizione
NGC 2484 è una radiogalassia che presenta un basso livello di eccitazione e viene quindi classificata come LERG, acronimo dell'inglese Low-Excitation Radio Galaxy. È presente un getto di emissione di onde radio.
Secondo il database SIMBAD, NGC 2484 è una galassia attiva che contiene un quasar.